# Elsi Katainen
Elsi Katainen (ur. 17 grudnia 1966 w Haapajärvi) – fińska polityk, rolnik i nauczycielka, posłanka do Eduskunty, deputowana do Parlamentu Europejskiego VIII, IX i X kadencji.

## Życiorys
Kształciła się w szkole rolniczej, później studiowała na uczelniach Jyväskylän ammattikorkeakoulu i Savonia-ammattikorkeakoulu. Pracowała w rolnictwie i jako nauczycielka.
Zaangażowała się w działalność polityczną w ramach Partii Centrum. Od 2001 związana z samorządem miejscowości Pielavesi, a od 2004 z administracją regionu Sawonia Północna. W 2007 została po raz pierwszy wybrana do krajowego parlamentu. Mandat poselski utrzymywała w wyborach w 2011 i 2015.
W 2018 odeszła z Eduskunty, przechodząc do pracy w Parlamencie Europejskim VIII kadencji, w którym zastąpiła Hannu Takkulę. W wyborach do PE w 2019 i 2024 z powodzeniem ubiegała się o reelekcję.